# 2B1 Oka
Die 2B1 Oka (russisch 2Б1 Ока) war eine Selbstfahrlafette aus sowjetischer Produktion mit dem Kaliber 420 mm. 2B1 ist die Bezeichnung gemäß dem GRAU-Index.
Im Zuge der atomaren Aufrüstung der sowjetischen Landstreitkräfte wurde auf der taktischen Ebene ein System erforderlich, welches kleinere Nukleargranaten abfeuern konnte. Die US Army verfügte in den 1950er-Jahren mit der 280-mm-Atomic Cannon M65 bereits über ein derartiges Waffensystem. Die Sowjetunion forcierte danach eigene Entwicklungsanstrengungen, um diesen Rückstand auszugleichen. 1957 wurde schließlich ein Prototyp fertiggestellt, mit dem in den Folgejahren ausführliche Tests durchgeführt wurden. Dabei stellte sich heraus, dass das Oka-System in vielerlei Punkten unzureichend war. So war beispielsweise die Feuerrate mit einem Schuss pro fünf Minuten zu gering. Die Rückstoßwirkung beim Feuern zog die gesamte Konstruktion zu stark in Mitleidenschaft. Außerdem gestaltete sich der Transport der Selbstfahrlafette mit ihrem 18 Meter langen Geschütz als sehr aufwändig. Die Feuerreichweite belief sich auf 25 bis 50 Kilometer und das Fahrzeug hatte eine Gesamtmasse von 55 Tonnen.
Aufgrund dieser Erfahrungen und der Erkenntnis, dass taktische Kurzstreckenraketen wie das System 2K6 Luna den schweren Kanonen in diesem Anforderungsprofil überlegen sind, wurde das Programm 1960 aufgegeben.
Ein Exemplar ist auf dem Außenbereich des Artilleriemuseums in St. Petersburg ausgestellt.